# Nishizawa Ippū

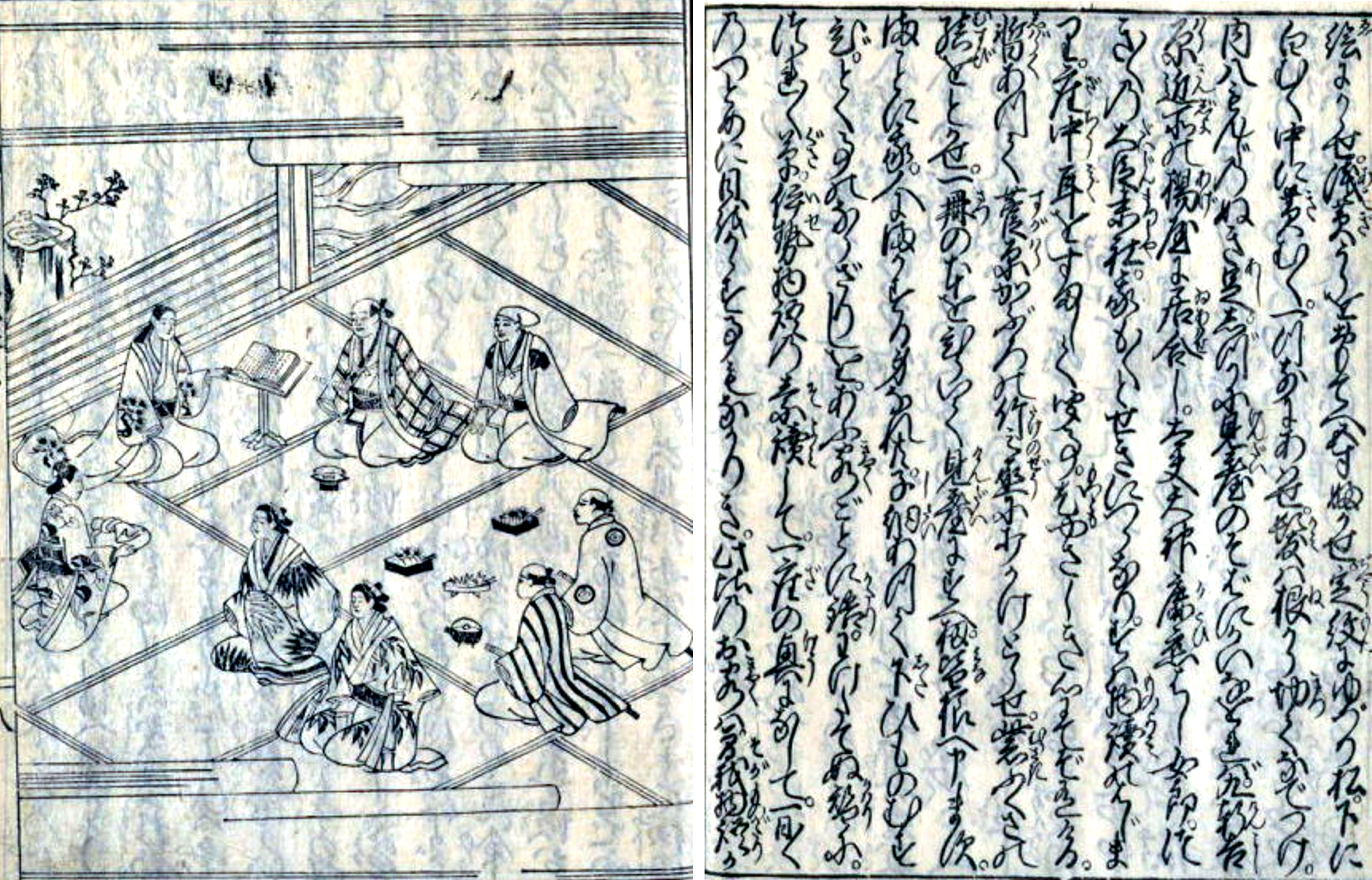
Buchseiten aus „Gozen Gikeiki“ 1700

Nishizawa Ippū (japanisch 西澤 一風; geboren 1665 in Osaka; gestorben 28. Juni 1731 ebenda) war ein japanischer Schriftsteller und Herausgeber in der mittleren Edo-Zeit.

## Leben und Wirken
Nishizawa Ippū war der Sohn von Nishizawa Tahei (西澤 太兵衛), eines Buchhändlers in Osaka. Es wird angenommen, dass er das Familienunternehmen um 1698 übernahm. Ab etwa 1699 nannte er sich Shōhonya Kyuzaemon (正本屋 九左衛門) und begann Theaterstücke und Gedichte zu veröffentlichen. Daneben schrieb er als Ukiyo-Zōshi-(浮世草子)-Autor 1698 „Shinshiki Gokanjo“ (新色五巻書) und andere repräsentative Werke, wie im Jahr 1700 „Gozen Gikeiki“ (御前 義経記). Im Unterschied zu Ejima Kiseki (1666–1735) schuf er eine neue Dynamik in der Ukiyo-Zōshi-Welt. Tätig im Raum Kyōto-Osaka zeichnen sich seine Ukiyo-zoshi  durch Themen wie aktuelle Liebesbeziehungen, Bezug zu Klassikern und durch den Einsatz von Dramatik aus. Ab etwa 1710 verlangsamten sich seine Aktivitäten jedoch.
Ab etwa 1710 schrieb Nishizawa für das Theater Toyotatake-za (豊竹座). Als Ki no Kaion (紀 海音; 1663–1741), ein Autor des Toyotake-za, 1723 in den Ruhestand ging, schrieb Nishizawa in Zusammenarbeit mit Namiki Sōsuke (1695–1751) und anderen das Bunraku-Stück „Hōjō Jirai ki“ (北条時頼記), das 1726 uraufgeführt und ein großer Erfolg wurde. Er arbeitete mit jungen Autoren zusammen, um weitere Stücke für das Bunraku zu schaffen.
1727 veröffentlichte Nishizawa ein Buch über die Geschichte des Bunraku mit dem Titel „Ima Mukashi Ayatsurinen Daiiki“ (今昔操年代記) – etwa „Einst und jetzt, Notizen zu den frühen Jahren“.